# Red Harvest (boek)
Red Harvest (In het Nederlands in 1973 vertaald als Bloedrode oogst) is de eerste roman van Dashiell Hammett. Hij werd in 1929 gepubliceerd bij de New Yorkse uitgever Alfred A. Knopf. In 1973 verscheen bij De Arbeiderspers een Nederlandse vertaling van Else Hoog onder de titel "Bloedrode oogst".
Mede dankzij zijn achtergrond als ex-pinkerton was Hammett heel vertrouwd met figuren uit de onderwereld en het werk van een detective. In een levendige, naturalistische stijl schetst hij een realistisch portret van een fictieve corrupte Amerikaanse stad.

## "The Continental Operator"
Hammetts hoofdpersonage, The Continental Op, verschijnt in zesendertig korte verhalen, waaruit de schrijver stof ontleende voor Red Harvest en voor The Dain Course (1929). In schril contrast met de meester-speurder van het klassieke detectiveverhaal is de Op een  medewerker van een detectivebureau dat hem verschillende opdrachten geeft. De Op kreeg van Hammett geen voornaam, waarmee hij bewust afweek van de persoonlijkheidscultus van de klassieke detective. Zijn detective is kort, heeft overgewicht en is fysiek niet aantrekkelijk.

## Korte inhoud
Red Harvest heeft wel wat weg van een traditionele western en begint met een vreemdeling die in een stadje de orde komt herstellen. Er is een corrupte sheriff, een prostituee en talrijke revolverhelden. Hammetts verhaal speelt zich echter af in het kapitalistische Amerika van de Roaring Twenties, waarin corruptie welig tiert.
De Continental Op reist vanuit San Francisco naar Personville op uitnodiging van de krantenuitgever Donald Willsson. Deze wordt echter vermoord voordat de Op de kans krijgt hem te ontmoeten. De Op begint de moord te onderzoeken. Hij ontdekt al snel dat Willsson hem heeft uitgenodigd in verband met een kruistocht die hij met zijn krant wilde ondernemen tegen de welig tierende corruptie in Personville, door de inwoners zelf "Poisonville" (Gifstad) genoemd. Willssons eigen vader, de gewelddadige oude mijnbouwbaron Elihu Willsson, blijkt hierachter te zitten. Hij beschouwde Personville als zijn eigen kleine koninkrijk, tot hij werd uitgedaagd door de IWW, een internationale vakbond. Om de kracht van de georganiseerde arbeiders te breken, had Willsson criminelen ingeschakeld als stakingbrekers. The Op slaagt erin onenigheid tussen de verschillende gangsterbendes te zaaien waardoor de stad verandert in een slagveld. Tegen de tijd dat zijn taak volbracht is, heeft het bloed rijkelijk gevloeid (vandaar de titel "Rode oogst") en zijn er een dertigtal slachtoffers gevallen.

## Receptie
De roman werd geen succes. Enkele recensenten zagen in Red Harvest wel een nieuw soort detectiveverhaal, en prezen Hammetts scherpe dialogen en accurate weergave van de zelfkant van de Amerikaanse maatschappij. André Gide vond Red Harvest zelfs een van Hammetts beste boeken. Sommige critici zagen in Red Harvest een marxistische aanval op het kapitalisme, omdat Hammett zo'n krachtig beeld schetst van een door hebzucht aangedreven systeem. In Radical Anger: Hammett's Red Harvest schrijft Christopher Bentley bijvoorbeeld dat Hammett het vrije ondernemerschap en de democratie aanvalt: het eerste wordt in Red Harvest voorgesteld als exploitatie, en het tweede als corruptie.

## Verfilming
Paramount kocht de filmrechten op in 1929 en bracht een jaar later Roadhouse Nights uit. De film vertoonde nog weinig gelijkenis met Hammetts roman, hoewel het hoofdpersonage, een journalist, lichtjes op Hammetts Operator ("Op") lijkt.